# Captain America: Thế giới mới
Captain America: Thế giới mới (tiếng Anh: Captain America: Brave New World) là phim điện ảnh siêu anh hùng Mỹ ra mắt vào năm 2025 dựa trên nhân vật Sam Wilson / Captain America của bộ truyện tranh Marvel Comics. Phim do hãng Marvel Studios sản xuất và được Walt Disney Studios Motion Pictures phân phối. Đây là phim thứ 34 của Vũ trụ Điện ảnh Marvel (MCU), phần thứ tư trong loạt phim Captain America và tiếp nối sê-ri truyền hình The Falcon and the Winter Soldier (2021). Phim do Julius Onah đạo diễn, Malcolm Spellman và Dalan Musson viết kịch bản, dàn diễn viên chính gồm có Anthony Mackie (vai Sam Wilson/Captain America), Danny Ramirez, Carl Lumbly, Tim Blake Nelson, Shira Haas và Harrison Ford.
Captain America: Nội chiến siêu anh hùng (2016) được coi là phần cuối của bộ ba phim Captain America mà nhân vật chính do Chris Evans đảm nhận. Năm 2021, Disney+ ra mắt sê-ri truyền hình The Falcon and the Winter Soldier, nhân vật Sam Wilson (Anthony Mackie đóng) được đưa lên làm Captain America mới.
Cuối tháng 4 năm 2021, hai biên kịch Spellman và Musson viết tiếp nội dung cho dự án điện ảnh mới về Captain America, tháng 8 năm 2021 Mackie ký hợp đồng tham gia. Đạo diễn Onah đảm nhận vai trò từ tháng 7 năm 2022, dàn diễn viên cũng được công bố vào tháng 9 cùng năm. Phim bắt đầu ghi hình từ tháng 3 năm 2023 tại Atlanta, Georgia và dự kiến kéo dài tới tháng 7.
Captain America: Thế giới mới được công chiếu vào ngày 14 tháng 2 năm 2025, thuộc Giai đoạn 5 của MCU. Trong khi phần diễn xuất của Anthony Mackie và Harrison Ford được ca ngợi, bộ phim bị giới phê bình quay lưng vì phần nội dung nhạt nhòa, thiếu liên kết trực tiếp đến MCU, cùng nhiều sai sót trong khâu hiệu ứng hình ảnh, và chiến dịch marketing về sự xuất hiện của Red Hulk.

## Nội dung
Năm tháng sau khi được bầu làm Tổng thống Hoa Kỳ, Thaddeus Ross cử Sam Wilson và Joaquin Torres—lần lượt là Captain America và Falcon mới—đến Oaxaca, Mexico, để ngăn chặn vụ buôn bán trái phép các vật phẩm tuyệt mật bị đánh cắp bởi Đuôi Chuông (Sidewinder) và nhóm lính đánh thuê Ác Xà (Serpent) của hắn. Wilson và Torres thu hồi được các vật phẩm, nhưng Đuôi Chuông trốn thoát. Sau nhiệm vụ, Wilson và Torres tập luyện với Isaiah Bradley, một siêu chiến binh từng bị chính phủ Hoa Kỳ giam giữ và làm thí nghiệm.
Ross mời Wilson và Torres đến hội nghị thượng đỉnh với các nhà lãnh đạo thế giới tại Nhà Trắng, và Wilson đồng ý với điều kiện Bradley cũng được mời. Trong hội nghị, Ross bí mật yêu cầu Wilson giúp ông tái lập biệt đội Avengers.  Ross tiết lộ rằng một kim loại mới, adamantium, đã được phát hiện trên "Đảo Celestial", nơi hình thành sau khi Celestial Tiamut trồi lên từ Ấn Độ Dương. Những vật phẩm bị đánh cắp chính là những mẫu adamantium tinh chế đầu tiên, được lấy từ một mỏ khai thác của Nhật Bản. Để tránh một cuộc chạy đua vũ trang, Ross đề xuất một hiệp ước nhằm quản lý việc khai thác và phân phối adamantium. Khi ông đang phát biểu, bài hát "Mr. Blue" vang lên, khiến một số người, bao gồm cả Bradley, bắt đầu xả súng vào Ross và các quan chức. Những kẻ tấn công bị Ruth Bat-Seraph, cựu Black Widow và trưởng an ninh của Ross, khống chế. Tuy nhiên, khi bị bắt, không ai nhớ gì về vụ tấn công.
Trong khi điều tra, Wilson bị tên Đuôi Chuông phục kích nhưng bắt được hắn. Torres lần theo một cuộc gọi trên điện thoại của hắn đến một cơ sở bí mật ở Tây Virginia có tên là Trại Echo 1. Wilson và Torres tìm thấy Samuel Sterns và phát hiện rằng gã đang sử dụng công nghệ và bài hát "Mr. Blue" để kiểm soát tâm trí con người. Trong lúc giao chiến với những binh lính bị kiểm soát, Sterns trốn thoát.
Ross cố gắng cứu vãn hiệp ước, nhưng chính phủ Nhật Bản đổ lỗi cho ông vì vụ trộm adamantium và vụ tấn công Nhà Trắng. Ross nhận ra kẻ đứng sau tất cả là Tiến sĩ Samuel Sterns, người đã có trí thông minh vượt trội sau khi tiếp xúc với máu của Bruce Banner / Hulk trong cuộc tấn công của Abomination tại Harlem. Ross từng giam giữ Sterns ở Trại Echo 1, công khai đổ lỗi cho hắn về hành động của Abomination, và hứa sẽ thả hắn nếu hắn giúp ông tiến tới chức tổng thống. 
Ross cử Bat-Seraph đến Trại Echo 1 để hỗ trợ Wilson và Torres. Bộ ba này gặp Dennis Dunphy, một người bạn trong quân đội của Wilson, hiện đang giam giữ tên Đuôi Chuông. Wilson khai thác được thông tin từ hắn và suy luận ra kế hoạch của Sterns nhằm hủy hoại danh tiếng của Ross. Wilson, Torres và Bat-Seraph đến Đảo Celestial, nơi Ross và Thủ tướng Nhật Bản đang tranh giành quyền sở hữu adamantium. Sterns điều khiển tâm trí hai phi công Mỹ và khiến họ tấn công hạm đội Nhật Bản. Wilson và Torres chặn đứng cuộc tấn công và thuyết phục phía Nhật Bản không trả đũa. Torres bị thương nặng trong cuộc chiến. Ross tiết lộ với Wilson rằng ông đang mắc bệnh tim giai đoạn cuối và đã nhờ Sterns bào chế thuốc kéo dài sự sống; tuy nhiên, ông không dám thả Sterns vì lo sợ hắn sẽ ngừng sản xuất thuốc, dẫn đến sự phẫn nộ và âm mưu trả thù của Sterns.
Wilson được Bucky Barnes an ủi sau trận chiến. Sterns giết Dunphy, người đã phát hiện ra rằng những viên thuốc thực chất đang bổ sung phóng xạ gamma vào cơ thể Ross, rồi đầu hàng trước Wilson. Thông tin về vụ bắt giữ Sterns và mối liên hệ giữa hắn với Ross bị tiết lộ công khai ngay khi Ross đang tổ chức một cuộc họp báo. Mất kiểm soát vì tức giận, Ross biến thành Red Hulk và phá hủy một phần Nhà Trắng. Wilson chiến đấu với Ross, làm ông bị thương đủ để có thể trò chuyện, và nhắc ông nhớ lại những lần đến Washington D.C. ngắm hoa anh đào cùng con gái Betty. Ross dần tỉnh lại và trở về hình dạng con người.
Sau vụ việc, Bradley được minh oan, Wilson mời Torres gia nhập Avengers, và hiệp ước về adamantium được ký kết. Ross từ chức và tự nguyện bị giam giữ tại nhà tù The Raft, nơi Wilson và Betty đến thăm ông. Trong cảnh hậu danh đề, Sterns, khi đang bị giam, cảnh báo Wilson về một cuộc tấn công sắp tới từ những thế lực đa vũ trụ.

## Phân vai
- Anthony Mackie trong vai Sam Wilson / Captain America:
Một Avenger và là cựu lính cứu hộ được quân đội huấn luyện về chiến đấu trên không bằng cách sử dụng bộ cánh được thiết kế đặc biệt.  Nhà sản xuất Nate Moore đã so sánh Captain America của Wilson với Rocky Balboa trong loạt phim Rocky là "kẻ yếu trong mọi tình huống" do không có các thuộc tính của Steve Rogers, và nói rằng Wilson sẽ bị "vắt kiệt" và phải kiếm tiền áo choàng của Captain America sau khi tuyên bố nó mà không cần hỗ trợ; Mackie gọi Wilson là Captain America "nhân đạo hơn", trái ngược với một "sự phán xét", vì anh ấy có "cách hiểu rất khác về thế nào là trở thành người tốt hay kẻ xấu".  Mackie cho biết bài hát "Hit 'Em Up" (1996) của Tupac Shakur thể hiện vai diễn Wilson của anh trong phim.  Đạo diễn Julius Onah cho biết bộ phim sẽ khám phá hành trình của Wilson "bước lên vị trí thủ lĩnh với tư cách là Captain America".
- Danny Ramirez trong vai Joaquin Torres / Falcon: Một trung úy trong Lực lượng Không quân Hoa Kỳ, người đã từng làm việc với Wilson trong quá khứ và đảm nhận vai trò của Falcon.
- Carl Lumbly trong vai Isaiah Bradley: Một cựu chiến binh người Mỹ gốc Phi trong Chiến tranh Triều Tiên và là siêu chiến binh đã bị cầm tù và bị thí nghiệm trong 30 năm.
- Tim Blake Nelson trong vai Samuel Sterns / Leader:
Một nhà sinh học tế bào vô tình bị nhiễm chéo máu của Bruce Banner trong khi đang phát triển một loại thuốc giải độc khả thi cho tình trạng của y trong các sự kiện của The Incredible Hulk (2008), ban cho y trí thông minh siêu phàm. Việc đưa Leader vào phim là một trong những lý do khiến Onah quan tâm đến việc chỉ đạo bộ phim, lưu ý rằng việc có một người hoạt động bằng trí tuệ sẽ là một đối thủ tốt của Wilson và đưa anh ta "vào thế bí".
- Shira Haas trong vai Sabra:
Một cựu Black Widow người Israel. Marvel Studios đã trả lời trong một tuyên bố, nói rằng bộ phim đang thực hiện "một cách tiếp cận mới" đối với Sabra, đồng thời nói thêm rằng các nhân vật trong MCU "luôn được hình dung mới mẻ cho màn ảnh và khán giả ngày nay".
- Harrison Ford vai Thaddeus "Thunderbolt" Ross:
Tổng thống Hoa Kỳ. Ông trước đây là đại tướng quân đội Hoa Kỳ và sau đó là Ngoại trưởng Hoa Kỳ. Moore cho biết sẽ có "một số điểm sáng tự nhiên" giữa Wilson và Ross do các sự kiện của Captain America: Civil War (2016),  với nhà sản xuất Kevin Feige nói thêm rằng động lực của họ giờ đã thay đổi khi họ lần lượt là Captain America và tổng thống. Ford thay thế nam diễn viên gốc William Hurt, người đã thể hiện nhân vật này trong các phim trước của MCU cho đến khi qua đời vào năm 2022.
- Xosha Roquemore trong vai Leila Taylor:  Một Mật vụ làm việc cho Tổng thống Ross, có quá khứ liên quan đến Wilson. Trong truyện tranh, Taylor là người tình của Wilson, nhưng bộ phim không thể hiện bất kỳ mối quan hệ lãng mạn nào giữa hai nhân vật.

- Giancarlo Esposito trong vai Seth Voelker / Đuôi Chuông:  Lãnh đạo của Ác Xà, một đội đặc nhiệm bạo lực. Esposito mô tả Đuôi Chuông là một nhân vật thông minh và “ngầu”. Ông cho biết tính chất thể lực của vai diễn này là điểm khác biệt rõ rệt so với nhân vật Gus Fring trong loạt phim Breaking Bad, vốn cũng là một phản diện thông minh, và ông rất hào hứng được thể hiện khía cạnh thể chất trên màn ảnh. Onah và Esposito lấy cảm hứng cho nhân vật  từ tổ chức quân sự tư nhân có thật Wagner Group, cũng như các lãnh chúa ở châu Phi, những người có “hào quang quyền lực khiến họ nhận được sự kính trọng và trung thành từ thuộc hạ.”[9]

- Liv Tyler trong vai Betty Ross:  Một nhà sinh vật học tế bào, con gái của Thaddeus và bạn gái cũ của Banner. Tyler tiếp tục vai diễn của cô ấy trong The Incredible Hulk.

## Sản xuất

### Quay phim
Giai đoạn ghi hình chính bắt đầu từ ngày 21 tháng 3 năm 2023 tại phim trường King Roof Renovations, thành phố Atlanta, bang Georgia dưới tên tạm thời là Rochelle Rochelle. Kramer Morgenthau đảm nhận vai trò quay phim. Bối cảnh quay ngoài trời được thực hiện tại Washington, D.C., và cây hoa anh đào của thành phố được xuất hiện xuyên suốt bộ phim. Đạo diễn Onah cho biết Washington, D.C. là một địa điểm quan trọng của bộ phim vì đây là nơi Ross làm việc với tư cách Tổng thống Hoa Kỳ, đồng thời cũng là nơi Wilson lần đầu tiên xuất hiện trong MCU qua phim The Winter Soldier, và nó cũng gần nhà của Isaiah ở Baltimore, Maryland. Nhiều địa điểm ở D.C. đã được dựng lại tại Trilith Studios, bao gồm Phòng Bầu Dục, Vườn Hồng Nhà Trắng, hầm trú ẩn của Nhà Trắng và Hains Point. Một số cảnh quay cũng được thực hiện tại bản sao Nhà Trắng ở Tyler Perry Studios, cũng tại Atlanta. Những địa điểm dựng lại bao gồm sự kết hợp giữa cây hoa anh đào thật và CGI.
Vào cuối tháng 6, đoàn phim chuyển đến D.C. để quay ngoại cảnh trong một tuần. Việc quay phim chính thức kết thúc vào ngày 30 tháng 6 năm 2023.

## Phát hành
Phim được công chiếu toàn cầu và tại Việt Nam vào ngày 14 tháng 2 năm 2024, nằm trong Giai đoạn 5 của MCU. Tại Việt Nam, bộ phim được phát hành với định dạng IMAX, 4DX, ScreenX và Ultra 4DX Lưu trữ ngày 4 tháng 7 năm 2025 tại Wayback Machine, được phân loại T13.

## Đón nhận

### Đánh giá
Trên trang đánh giá RottenTomatoes, bộ phim nhận mác "cà chua thối" với mức đánh giá 48% từ giới phê bình, trong khi điểm khán giả (Popcornmeter) là 79%. Tại trang đánh giá Metacritic, bộ phim nhận điểm đánh giá 42/100 dựa trên các bài đánh giá từ các trang báo chí, cùng số điểm 4.7/10 dựa trên khoảng 505 bài đánh giá của khán giả. Phim nhận về điểm B- trên CinemaScore.
Tại Việt Nam, VnExpress đánh giá phim "mang tính thời sự khi đề cập vấn đề trí tuệ nhân tạo kiểm soát con người," nhưng "cách triển khai kịch bản hời hợt.". Trang Elle nhận xét phần lớn những vấn đề thời sự "bị bỏ quên khi bộ phim bước vào hồi kết đầy hỗn loạn," nhưng vẫn dành lời khen cho diễn xuất của Anthony Mackie trong vai Sam Wilson cùng Harrison Ford, người được cho là điểm sáng ấn tượng nhất phim.

### Doanh thu
Trong tuần đầu tiên ra mắt, bộ phim đạt 89 triệu USD doanh thu tại Bắc Mỹ. Tính đến ngày 15/4/2025, bộ phim thu về gần 200 triệu USD tại nội địa và 414 triệu USD toàn cầu. Tại Việt Nam, tính đến ngày 15/4/2025, bộ phim thu về 41 tỷ đồng. Tuy nhiên, theo Deadline, bộ phim cần đạt doanh thu 425 triệu USD thì mới có thể huề vốn với kinh phí 180 triệu USD (chưa tính chi phí marketing).